# Canta e Dança, Minha Gente
Canta e Dança, Minha Gente foi um programa comandado por Carla Perez no SBT, no período de 1999 até 2002. Durante os dois últimos meses passou para o comando de Babi Xavier, enquanto Carla estava em licença-maternidade, embora o programa tenha sido cancelado antes do retorno da mesma. Originalmente o programa era exibido ao meio-dia dos domingos, passando para os sábados às 18h a partir de 2001.

## Histórico
O programa estreou em 14 de novembro de 1999 e tinha como cenário uma discoteca, no qual o palco estava fisicamente misturado ao público, Carla dançava ao lado de seus convidados e ao final de cada programa era realizado um concurso de dança, onde os melhores dançarinos ganhavam prêmios em dinheiro. No programa também eram exibidas reportagens em shows feitas pela própria Carla Perez. Em novembro de 2001 Babi Xavier assume a apresentação temporariamente durante a licença-maternidade de Carla, a qual não teve tempo de retornar, uma vez que a emissora anunciou o fim do programa em dezembro daquele ano, permanecendo com as edições gravadas na grade até 5 de janeiro de 2002.

## Audiência
Em sua fase final, aos sábados, concorrendo com o Programa Raul Gil (até então na Record), o programa marcava cinco pontos de audiência e ficava na terceira colocação.